# Биратори
Биратори (яп. 平取町 Биратори-тё:), айн. Piraturu — посёлок в Японии, находящийся в уезде Сару округа Хидака губернаторства Хоккайдо. Площадь посёлка составляет 743,16 км², население — 5535 человек (30 июня 2014), плотность населения — 7,45 чел./км².

## Географическое положение
Посёлок расположен на острове Хоккайдо в губернаторстве Хоккайдо. С ним граничат город Обихиро, посёлки Хидака, Ниикаппу, Мукава и село Симукаппу.

## Население
Население посёлка составляет 5535 человек (30 июня 2014), а плотность — 7,45 чел./км². Изменение численности населения с 1980 по 2005 годы:
| 1980 | 8494 чел. |  |
| 1985 | 7767 чел. |  |
| 1990 | 7352 чел. |  |
| 1995 | 6883 чел. |  |
| 2000 | 6503 чел. |  |
| 2005 | 6173 чел. |  |

## Символика
Деревом посёлка считается Cercidiphyllum japonicum, цветком — ландыш.